# 高坂知也
高坂 知也 （こうさか ともや、1987年10月6日 - ）は、日本の男性声優。青森県出身。アミュレート所属。

## 略歴
昔から「声が特徴的だね」と言われており、高校時代に友人から「おまえ、声優いけんじゃね？」と言われて声優を目指した。
専門学校 東京声優・国際アカデミー卒業。マウスプロモーション付属俳優養成所26期。
2024年7月1日、前日付でマウスプロモーションを退所、フリーとして活動することを自身のSNSにて報告。
2024年8月1日、アミュレートへの移籍を自身のSNSにて報告。

## 人物
方言は津軽弁。
森功至を尊敬している。
趣味・特技は昼寝。ゲームが得意で『RPGツクール』が好きである。

## 出演
太字はメインキャラクター。

### テレビアニメ
2014年
- アイカツ!（老人、ファン）
- 失われた未来を求めて

2015年
- ガンダムビルドファイターズトライ（シキ・カズヤ）
- SHOW BY ROCK!!（2015年 - 2016年、はっくん） - 2シリーズ
- ノラガミ ARAGOTO（少年A）

2016年
- ファンタシースターオンライン2 ジ アニメーション（アークス）
- TRICKSTER -江戸川乱歩「少年探偵団」より-（2016年 - 2017年、森山悠人、石塚良徳、平井岳、田中一、エドワード山田、五味政孝、栄沢颯）

2017年
- 武装少女マキャヴェリズム（ヒーコ）

2019年
- けだまのゴンじろー（生徒(2)）
- あんさんぶるスターズ!（紫之創）
- うちの娘の為ならば、俺はもしかしたら魔王も倒せるかもしれない。（竜騎兵の青年、青年）

2020年
- 八男って、それはないでしょう!（ルーカス）

2021年
- SHOW BY ROCK!! STARS!!（はっくん）

2022年
- デリシャスパーティ♡プリキュア（生徒）

### Webアニメ
- マウスどうぶつえん（2017年、クリオネのともや）
- マウスどうぶつえん名作劇場（2020年、クリオネのともや）

### ゲーム
2015年
- アウトディビジョン -刑徒隷僕区-（白石正義）
- あんさんぶるスターズ!（2015年 - 2020年、紫之創）

2016年
- クイズRPG 魔法使いと黒猫のウィズ（レダ）
- ペルソナ5

2017年
- キャプテン翼 ～たたかえドリームチーム～（フェデリックス）

2018年
- 世界樹の迷宮X
- 東京プリズン（仁藤駿介）

2019年
- ペルソナ5 ザ・ロイヤル

2020年
- あんさんぶるスターズ!! Basic / Music（2020年 - 2022年、紫之創） - 2作品
- SHOW BY ROCK!! Fes A Live（はっくん）

2021年
- フェアリースフィア（タンバン）

2024年
- 百英雄伝 (モモ）
- カルドアンシェル（モリタマ、八村清隆、ヴァーテス）

### 吹き替え
- マペット・ベビー（ロビン）

### ドラマCD
- MAUSU THEATER
- 白き鋼鉄のX THE OUT OF GUNVOLT プロローグ - 希望の歌姫 -（2020年、アリータ）

### テレビ番組
- 声龍門（2015年、TOKYO MX）[37]
- オールナイト声優フジ4夜（2022年1月22日、フジテレビTWO）[38][39]

### インターネット配信
- ロストゼロ候補生のラジスタ♪（2015年10月27日 - 、ニコニコ生放送[40] ）

### 朗読劇
- 声優朗読劇フォアレーゼン（群馬公演、少年＊18歳）[41]
- 朗読劇「カラフル」再々演（2024年11月7日・9日、CBGKシブゲキ!!） - 真の父親 役[42]

## ディスコグラフィ

### キャラクターソング
| 発売日         | 商品名                                                             | 歌                     | 楽曲 | 備考                                                     |
| -------------- | ------------------------------------------------------------------ | ---------------------- | --- | -------------------------------------------------------- |
| 2016年1月27日  | あんさんぶるスターズ！ ユニットソングCD Vol.7 Ra*bits              | Ra*bits                | 「Joyful×Box*」 「野うさぎマーチ♪」 | ゲーム『あんさんぶるスターズ！』関連曲                   |
| 2016年11月23日 | あんさんぶるスターズ！ ユニットソングCD 2nd Vol.06 Ra*bits         | Ra*bits                | 「Hoppin' Season♪」 「Love Ra*bits Party!!」 | ゲーム『あんさんぶるスターズ！』関連曲                   |
| 2017年11月8日  | あんさんぶるスターズ！ ユニットソングCD 3rd Vol.07 Ra*bits         | Ra*bits                | 「Milky Starry Charm」 「Dream Collection」 | ゲーム『あんさんぶるスターズ！』関連曲                   |
| 2018年4月25日  | あんさんぶるスターズ！アルバムシリーズ Ra*bits                     | Ra*bits                | 「メルティ♡キッチン」 | ゲーム『あんさんぶるスターズ！』関連曲                   |
| 2018年4月25日  | あんさんぶるスターズ！アルバムシリーズ Ra*bits                     | 紫之創（高坂知也）     | 「Happy Coming*ティータイム」 | ゲーム『あんさんぶるスターズ！』関連曲                   |
| 2019年8月14日  | Stars' Ensemble!                                                   | 夢ノ咲ドリームスターズ | 「Stars' Ensemble!」 | テレビアニメ『あんさんぶるスターズ！』オープニングテーマ |
| 2019年9月25日  | あんさんぶるスターズ！ EDテーマ集 vol.2                            | Ra*bits                | 「メイド・イン・トキメキ♪」 | テレビアニメ『あんさんぶるスターズ！』エンディングテーマ |
| 2020年8月26日  | BRAND NEW STARS!!                                                  | ESオールスターズ       | 「BRAND NEW STARS!!」 | ゲーム『あんさんぶるスターズ!!』主題歌                   |
| 2020年8月26日  | BRAND NEW STARS!!                                                  | ESオールスターズ       | 「Walk with your smile」 | ゲーム『あんさんぶるスターズ!!』関連曲                   |
| 2020年9月30日  | あんさんぶるスターズ!! ESアイドルソング season1 Ra*bits            | Ra*bits                | 「Love it Love it」 「BRAND NEW STARS!!」 | ゲーム『あんさんぶるスターズ!!』関連曲                   |
| 2021年1月27日  | あんさんぶるスターズ!! シャッフルユニットソングコレクション vol.01 | Branco                 | 「Sweet Sweet White Song」 | ゲーム『あんさんぶるスターズ!!』関連曲                   |
| 2021年6月23日  | FUSIONIC STARS!!                                                   | ESオールスターズ       | 「FUSIONIC STARS!!」 | ゲーム『あんさんぶるスターズ!!』関連曲                   |
| 2021年7月7日   | あんさんぶるスターズ!! ESアイドルソング season2 Ra*bits            | Ra*bits                | 「FALLIN' LOVE=IT'S WONDERLAND」 「うさぎの森の音楽会」                                                                                            | ゲーム『あんさんぶるスターズ!!』関連曲                   |
| 2021年7月22日  | あんさんぶるスターズ!! FUSION UNIT SERIES 02 Ra*bits ✕ Double Face | Ra*bits、Double Face   | 「ポケットに宇宙」 | ゲーム『あんさんぶるスターズ!!』関連曲                   |
| 2021年7月22日  | あんさんぶるスターズ!! FUSION UNIT SERIES 02 Ra*bits ✕ Double Face | Ra*bits                | 「FUSIONIC STARS!!」 | ゲーム『あんさんぶるスターズ!!』関連曲                   |
| 2024年6月26日  | あんさんぶるスターズ!! アルバムシリーズ 『TRIP』 Ra*bits           | Ra*bits                | 「Joyful×Box*」 「野うさぎマーチ♪」 「Hoppin' Season♪」 「Love Ra*bits Party!!」 「Milky Starry Charm」 「メルティ♡キッチン」 「Dream Collection」 | ゲーム『あんさんぶるスターズ!!』関連曲                   |
| 2024年6月26日  | Stars' Ensemble!                                                   | 夢ノ咲ドリームスターズ | 「Stars' Ensemble!」 | ゲーム『あんさんぶるスターズ!!』関連曲                   |
| 2024年6月26日  | あんさんぶるスターズ！ EDテーマ集 vol.2                            | Ra*bits                | 「メイド・イン・トキメキ♪」 | ゲーム『あんさんぶるスターズ!!』関連曲                   |
| 2024年6月26日  | BRAND NEW STARS!!                                                  | ESオールスターズ       | 「BRAND NEW STARS!!」 「Walk with your smile」 | ゲーム『あんさんぶるスターズ!!』関連曲                   |
| 2024年6月26日  | あんさんぶるスターズ!! ESアイドルソング season1 Ra*bits            | Ra*bits                | 「Love it Love it」 「BRAND NEW STARS!!」 | ゲーム『あんさんぶるスターズ!!』関連曲                   |
| 2024年6月26日  | FUSIONIC STARS!!                                                   | ESオールスターズ       | 「FUSIONIC STARS!!」 | ゲーム『あんさんぶるスターズ!!』関連曲                   |
| 2024年6月26日  | あんさんぶるスターズ!! ESアイドルソング season2 Ra*bits            | Ra*bits                | 「FALLIN' LOVE=IT'S WONDERLAND」 「うさぎの森の音楽会」                                                                                            | ゲーム『あんさんぶるスターズ!!』関連曲                   |
| 2024年6月26日  | あんさんぶるスターズ!! FUSION UNIT SERIES 02 Ra*bits ✕ Double Face | Ra*bits、Double Face   | 「ポケットに宇宙」 | ゲーム『あんさんぶるスターズ!!』関連曲                   |
| 2024年6月26日  | あんさんぶるスターズ!! FUSION UNIT SERIES 02 Ra*bits ✕ Double Face | Ra*bits                | 「FUSIONIC STARS!!」 | ゲーム『あんさんぶるスターズ!!』関連曲                   |